# Triceratieae
Triceratieae — триба рослин родини гарбузових, яка включає 25 видів з Африки, Південної Америки, Центральної Америки, Мексики.

## Склад триби
- Cyclantheropsis[1]
  - 3 види — Африка (у т.ч. Мадагаскар)
- Fevillea (у т. ч. Anisosperma)[2]
  - 8 видів — Центральна Америка, Південна Америка
- Pteropepon[3]
  - 5 видів — Південна Америка
- Sicydium[4]
  - 9 видів — Мексика, Центральна Америка, Південна Америка